# Cột Đức Mẹ ở Lomnice
Cột Đức Mẹ ở Lomnice (tên gọi khác: Cột bệnh dịch, tiếng Séc: Mariánský sloup v Lomnici, Morový sloup) là một trong những tượng đài tôn giáo nổi tiếng về Đức Mẹ, tọa lạc ở thị trấn Lomnice, huyện Brno-venkov, vùng Nam Moravia, Cộng hòa Séc. Tượng đài này có tên trong danh sách các di tích văn hóa của Cộng hòa Séc.

## Lịch sử
Cột Đức Mẹ ở Lomnice được xây dựng vào năm 1710, dựa vào nguồn tài trợ của các chủ sở hữu điền trang Serényiy. Cột được dựng lên ở giữa quảng trường thị trấn Lomnice, trên địa điểm từng có một nhà thờ thời Trung cổ, ngay ngã ba giữa nhà thờ mới và tòa thị chính Lomnice.
Ở trên đỉnh cột đặt một bức tượng phác họa hình ảnh Đức Mẹ Maria, nhằm suy tôn lòng thương xót của Ngài vì đã giúp người dân thị trấn Lomnice vượt qua đại dịch hạch (đã hoành hành ở Lomnice trong giai đoạn 1679–1680).
Cột Đức Mẹ ở Lomnice được Josef Břenek trùng tu vào năm 1852.

## Mô tả
Khác với nhiều cột Đức Mẹ khác ở Cộng hòa Séc có phần bệ hình lăng trụ, phần bệ cột Đức Mẹ ở Lomnice được thiết kế giống như một tảng đá tự nhiên lớn. Trên bệ là cây cột được trang trí bằng hình ảnh các thiên thần. Bức tượng phong cách Baroque ở trên đỉnh cột khắc họa hình ảnh Đức Mẹ vô nhiễm nguyên tội (Đức Mẹ đang đội một vầng hào quang được kết từ 12 ngôi sao).
Xung quanh phần bệ tượng đài có tượng của 6 vị thánh: Thánh Vitus, Thánh Sebastian, Thánh Roch thành Montpellier, Thánh Anthony thành Padova, Thánh Florian và Thánh Jan Nepomucký.

## Hình ảnh

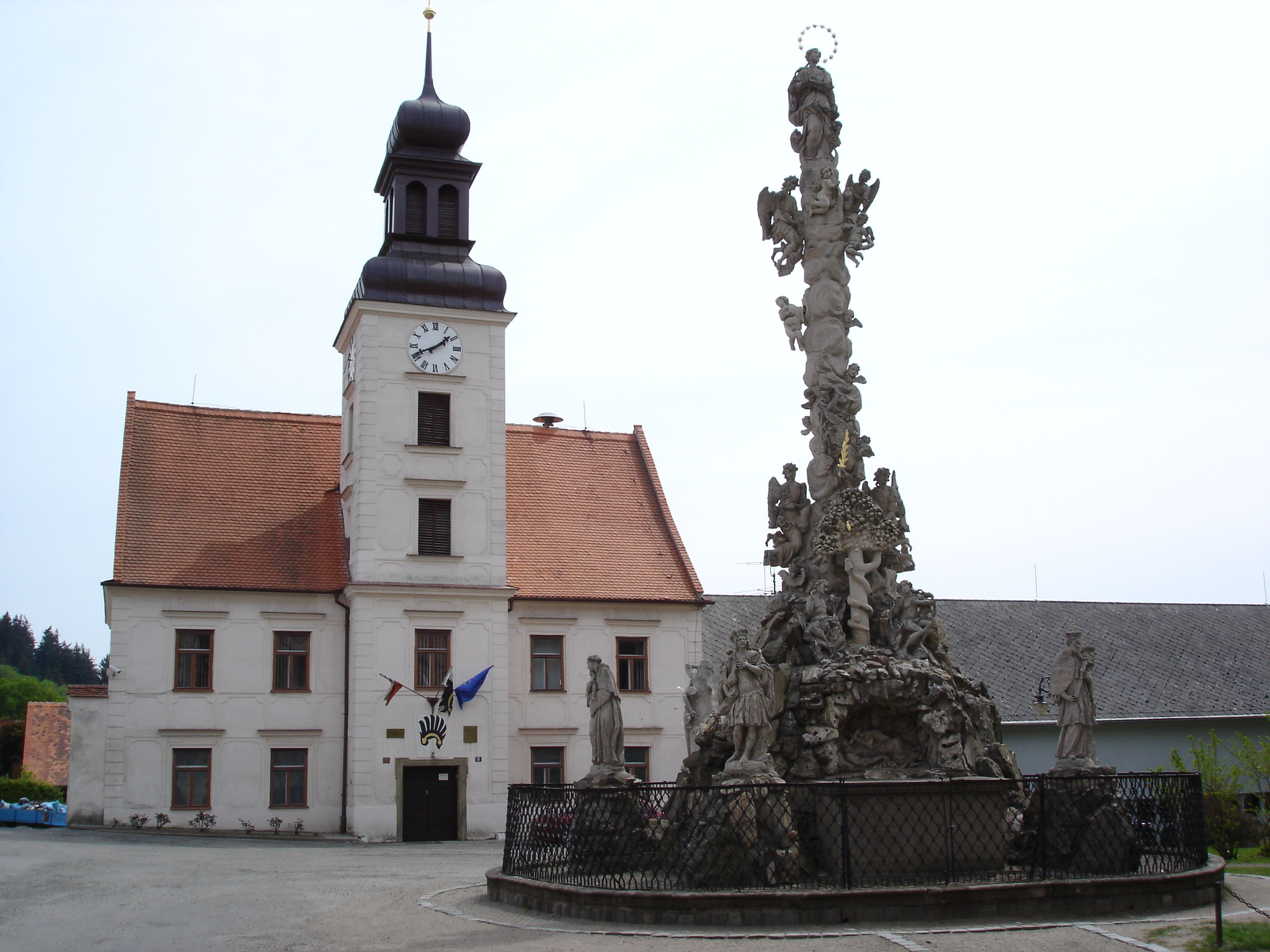
Tòa thị chính Lomnice và cột bệnh dịch (2007)
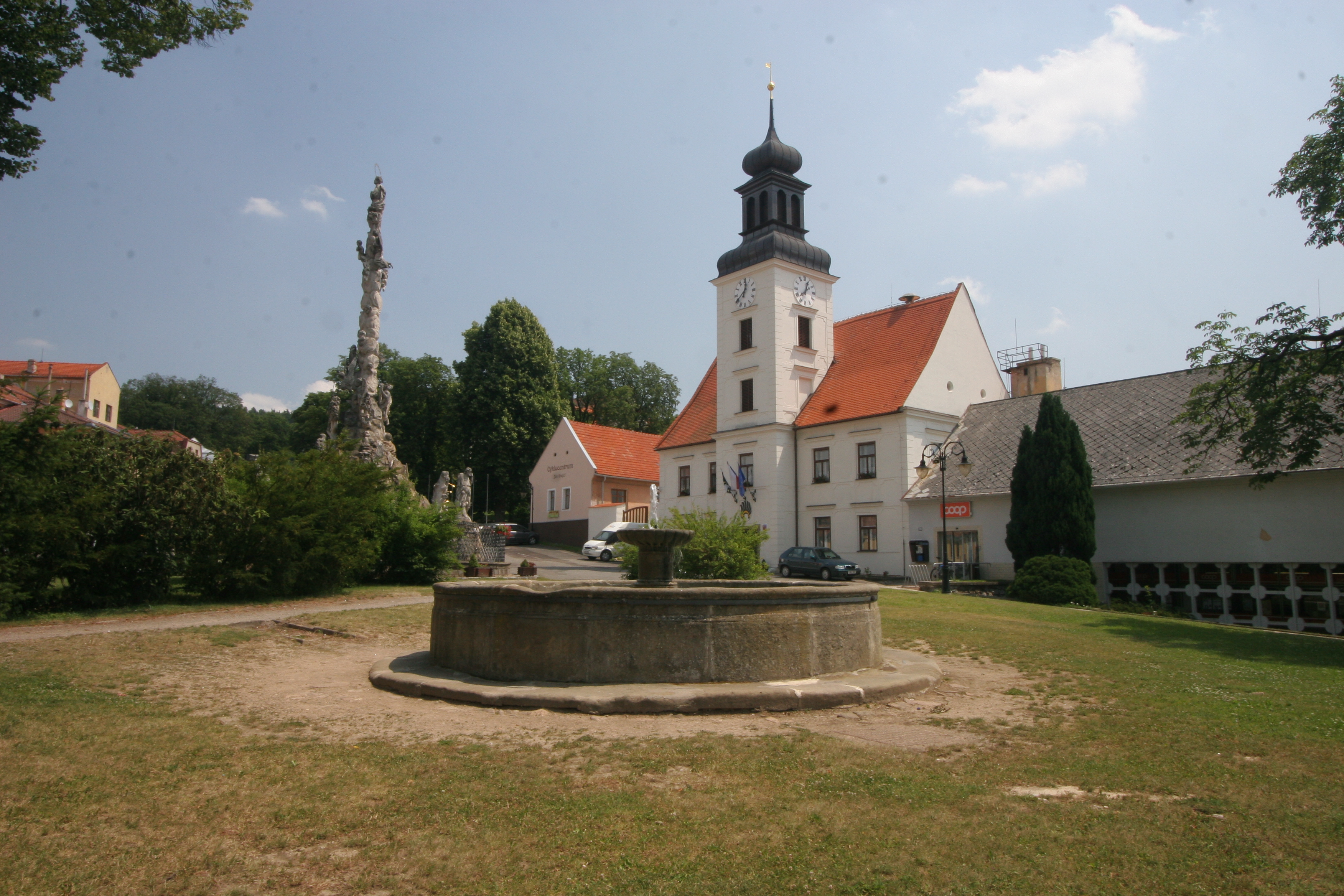
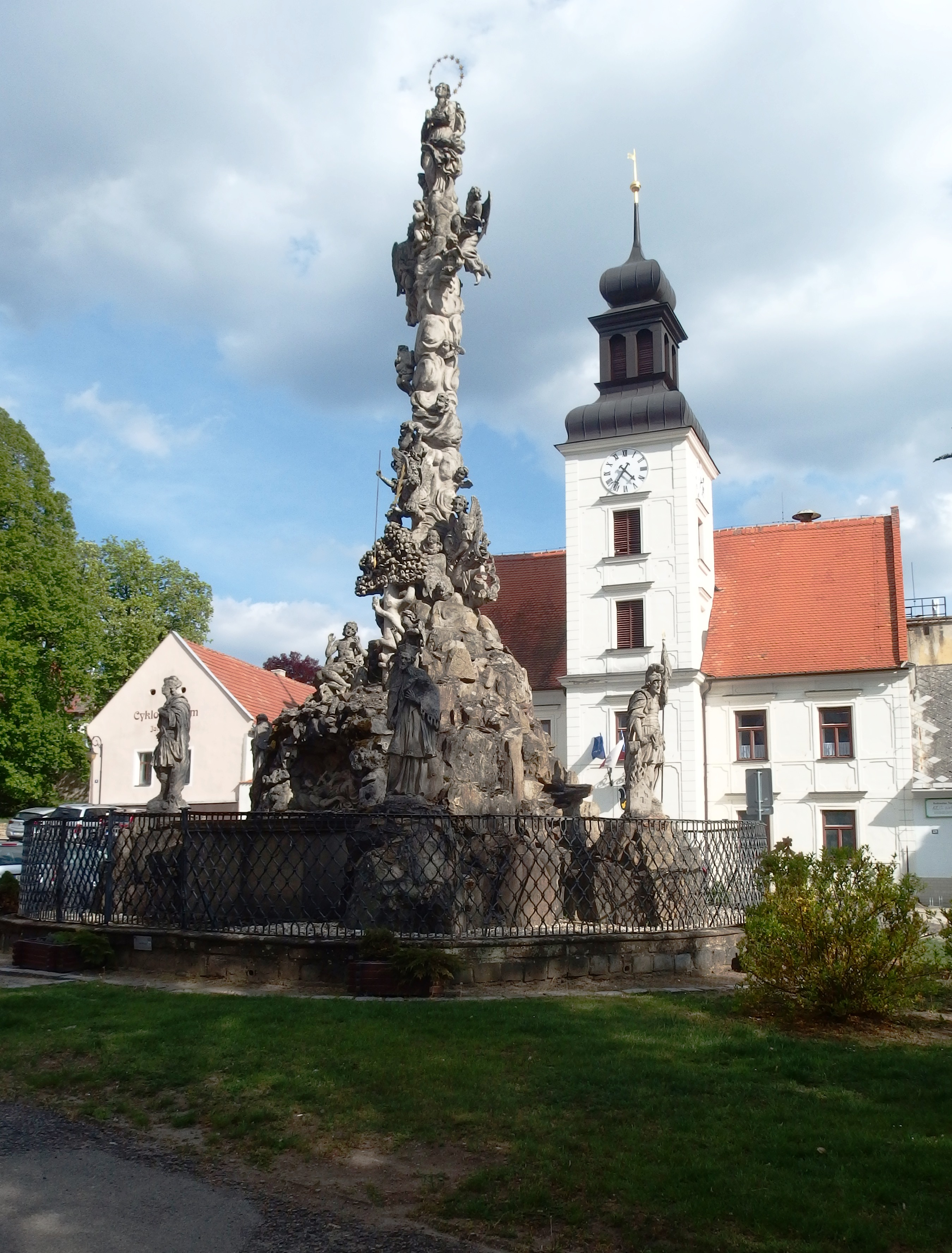